# Zacualpan (Veracruz)
Zacualpan es una localidad del estado mexicano de Veracruz. Es cabecera del municipio de Zacualpan.

## Demografía
| Censo | Población |
| ----- | --------- |
| 1900  | 982       |
| 1910  | 1040      |
| 1921  | 1554      |
| 1930  | 1042      |
| 1940  | 1602      |
| 1950  | 1664      |
| 1960  | 598       |
| 1970  | 587       |
| 1980  | 558       |
| 1990  | 500       |
| 1995  | 420       |
| 2000  | 492       |
| 2005  | 544       |
| 2010  | 633       |
| 2020  | 757       |